# Ukrzyżowanie (obraz Lucasa Cranacha starszego, 1503)
Ukrzyżowanie lub Ukrzyżowanie ze Schleissheim, Opłakiwanie Chrystusa. Chrystus na krzyżu – obraz niemieckiego malarza Lucasa Cranacha starszego, znajdujący się w zbiorach Starej Pinakoteki w Monachium.
Druga nazwa obrazu pochodzi od znajdującego się niedaleko Monachium pałacu Schleißheim, gdzie był przechowywany przed rokiem 1909, zanim trafił do kolekcji monachijskiego muzeum.

## Opis obrazu
Jest to jeden z najwcześniejszych obrazów Cranacha. Datowany na 1503 rok, prawdopodobnie powstały podczas lub krótko po pobycie malarza w Wiedniu, zanim został nadwornym malarzem elektora saskiego Fryderyka Mądrego. Jeszcze na początku XX wieku autorstwo obrazu przypisywano Matthiasowi Grünewaldowi lub Wolfowi Huberowi.

## Innowacyjność kompozycji
Kompozycja obrazu różni się od tradycyjnego ujęcia tematu; prawdopodobnie jest wynikiem eksperymentów artysty z perspektywą. Inspiracja dla Cranacha mogły być drzeworyty Albrechta Dürera, m.in.: Siedem Boleści Marii, wykonany dla Norymbergi. Krzyże umieszczone są ukośnie, a konający Chrystus przesunięty został na prawą stronę (w dotychczasowej ikonografii stanowił centralną część obrazów), robiąc miejsce cierpiącej Marii, matce Jezusa i św. Janowi. Wzrok Marii skierowany w stronę twarzy Jej syna, nadał narracji scenie, dzięki czemu widz automatycznie przenosi wzrok z cierpiącej twarzy Marii na konającego Chrystusa. Poprzez to przesunięcie Cranach wzbogacił kompozycję o większy stopień realizmu. Jak napisał niemiecki historyk Wolfgang Hütt: W obrazie wyczuwa się uduchowienie, które wymaga spokoju, a ów spokój płynie z krajobrazu. Werner Shade uzupełnia: Dostojna godność głównych postaci wywołuje reminiscencje ludowych pieśni wielkopostnych. Smukłe kształty Jana pozwalają domyślać się pokrewieństwa z malarstwem północnowłoskim.
Ukrzyżowanie ze Schleissheim jest przykładem wczesnego stylu szkoły naddunajskiej i jej panteizmu. Można w nim odnaleźć elementy późnogotyckiego realizmu frankońskiego oraz starobawarskich malarzy. W porównaniu do wersji wcześniejszej Cranach zmniejszył liczbę postaci do pięciu, czym osiągnął większą kondensację przeżyć i tym samym większą wyrazistość stanów psychicznych

## Inne wersje
Dwa lata wcześniej Cranach namalował swoje pierwsze dzieło, również tematycznie związane z Pasją, znane pod tym samym tytułem: Ukrzyżowanie (Muzeum Historii Sztuki w Wiedniu). W oeuvre Cranacha znajduje się kilka innych różniących się kompozycyjnie wersji Ukrzyżowania Chrystusa, m.in. dwie inne jeszcze wersje posiada Muzeum Historii Sztuki w Wiedniu: Ukrzyżowanie z Marią Magdaleną, Ukrzyżowanie z kardynałem Albrechtem von Brandenburgiem. Inne wersje Ukrzyżowania znajdują się w kolekcjach: w Art Institute of Chicago z 1538 roku, w duńskim Państwowym Muzeum Sztuki, w National Gallery of Art (1536) i w Państwowym Muzeum Sztuk Pięknych w Buenos Aires.

## Proweniencja
W 1804 roku obraz został przeniesiony z klasztoru z południowych Niemczech po jego sekularyzacji, do zbiorów Starej Pinakoteki.